# Buftea
Buftea – miasto w Rumunii; stolica okręgu Ilfov. Liczy 21 102 mieszkańców (2009).
Z Buftei pochodzi Daniela Druncea, rumuńska wioślarka, reprezentantka kraju, medalistka igrzysk olimpijskich, mistrzyni świata.